# Milliyet

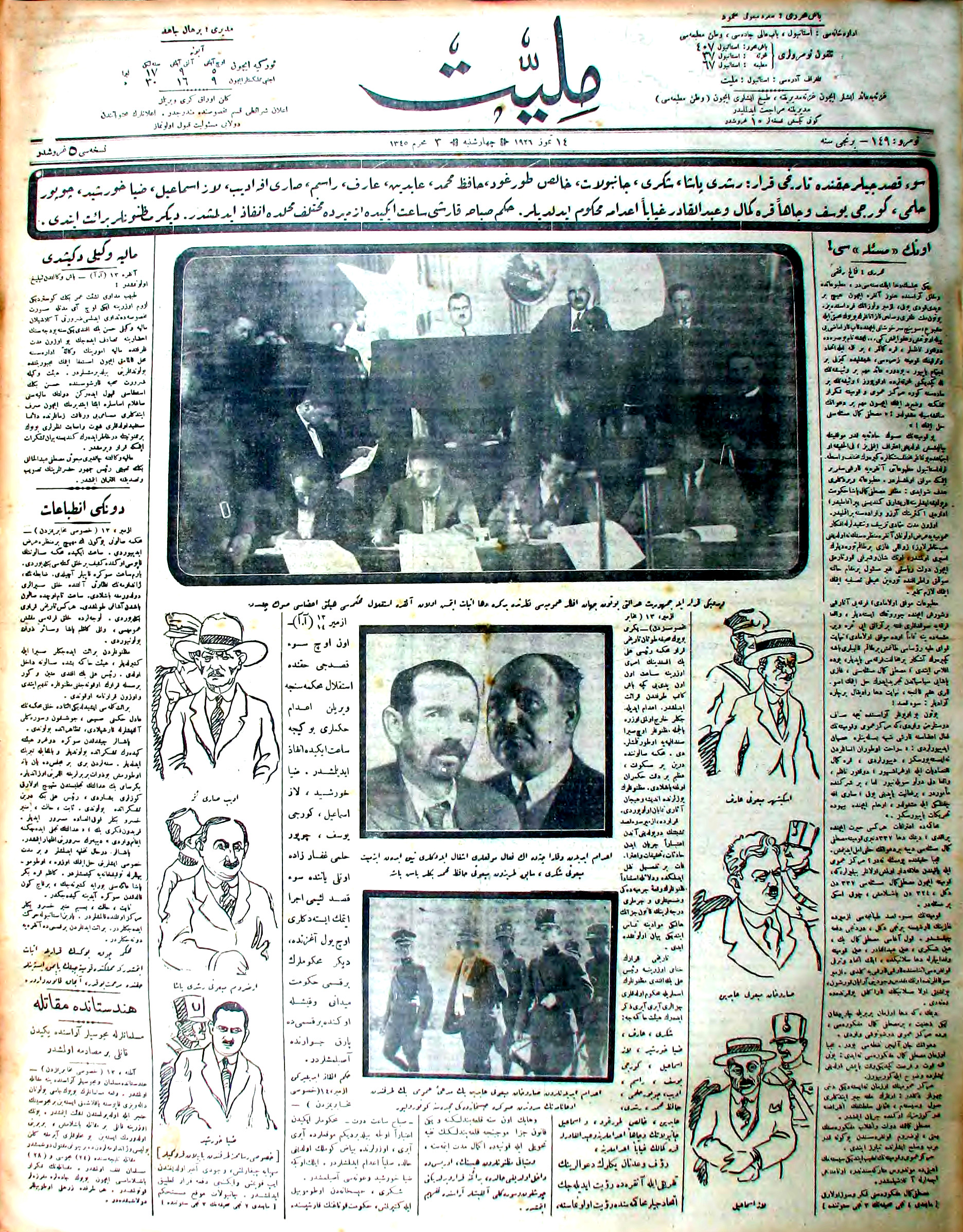
Milliyet del 14 de juliol de 1926

Milliyet és un diari de Turquia. Si bé abans existia un altre diari amb el mateix nom (vegeu la imatge), el Milliyet actual comença a circular el 3 de maig de 1950.
El diari fou dirigit, com a editor en cap, per Abdi İpekçi, que començà aquest treball a 24 anys i durant 25 anys fins que fou assassinat l'1 de febrer del 1979 per Mehmet Ali Ağca. L'escriptor Orhan Pamuk, guanyador d'un Nobel de Literatura va triar el diari Milliyet com al diari de l'heroi de la seva novel·la Kara Kitap ('Llibre Negre'), Celal Salik, per qui diu que va es va inspirar en Abdi İpekçi.
Milliyet organitza, des de fa 62 anys, l'enquesta dels Esportistes de l'Any a Turquia. Els noms dels esportistes de l'any 2015 (en sis categories, incloent-hi l'equip de l'any) són revelats després de la votació per internet entre el 1e i 29 de febrer de 2016. Entre 1966 i 1982 el diari va organitzar el Milliyet Türkiye Güzellik Yarışması (Concurs de belleza de Turquia). La primera Miss Milliyet Turquia fou İnci Asena.